# Antiga Rectoria de Corts
L'Antiga Rectoria de Corts és una obra del poble de Corts al municipi de Cornellà del Terri (Pla de l'Estany) inclosa a l'Inventari del Patrimoni Arquitectònic de Catalunya.

## Descripció
Edifici de planta quadrangular amb parets portants de pedra morterada. Presenta una porta d'accés dovellada. Coberta a dues vessants de teula àrab. Són de destacar les obertures de la planta baixa, amb una porta dovellada i dues finestres amb interessants reixes de forja. Algunes de les obertures de la planta superior són modernes, igual que moltes de les de la façana de ponent. A la façana de migdia hi ha dues pedres en mènsula presumiblement restes d'un antic matacà. Hi ha un finestral amb carreus i llinda d'una peça emmotllurada. En una sala lateral de la planta baixa hi ha dos pilars de secció quadrada amb els angles escairats, fets amb argamassa i dues cares amb aplacat de pedra de Banyoles.

## Història
Fins fa pocs anys havia estat la Rectoria de Corts. Inicialment l'espai que ocupa aquest edifici corresponia a dues cases independents.